# Greg Hicks
Pour les articles homonymes, voir Hicks.
Greg Hicks (né le 27 mai 1953 à Leicester en Angleterre) est un acteur britannique.

## Filmographie

### Cinéma
- 2012 : Blanche-Neige et le Chasseur : le général des chevaliers noirs
- 2014 : Son of God : Ponce Pilate

#### Télévision
- 1975 : Churchill's People : Miles Sindercombe (1 épisode)
- 1975 : Beryl's Lot : le deuxième jeune (1 épisode)
- 1979 : Hazell : Jonty
- 1979 : A Performance of Macbeth : Donalbain et Seyton
- 1986 : Howards' Way : M. West (1 épisode)
- 1987 : Screen Two : Frederick Tilney (2 épisodes)
- 1987 : Fortunes of War : Aidan Pratt (3 épisodes)
- 1987-1990 : Bergerac : Richard Arlington et Gregory Ormond (2 épisodes)
- 1988 : Rockliffe's Babies : Brian Cellan (1 épisode)
- 1988 : Deadline : Lou Rivers
- 1989 : Screenplay : Simon (1 épisode)
- 1989 : Les Années infernales : le sculpteur
- 1989 : Boon : Douglas Cruikshank (1 épisode)
- 1990 : Theatre Night : le messager et le fils (2 épisodes)
- 1990-1996 : The Bill : Martin Hoskins, Ronnie Moore, Gerry Lonsdale et Hinks (4 épisodes)
- 1992 : Maigret : Fernand Barillard (1 épisode)
- 1992 : Moon and Son : Matasse (1 épisode)
- 1992 : Shakespeare: The Animated Tales : Mercutio (1 épisode)
- 1993 : You, Me and It : Mike Enderby (3 épisodes)
- 1993 : Families : Bazza (2 épisodes)
- 1993-2008 : Casualty : Ronny et Gerry Talbot (2 épisodes)
- 1994 : Under the Hammer : Piers Frobisher (1 épisode)
- 1995 : Bugs : Zander (1 épisode)
- 1996 : Médecins de l'ordinaire : Barry Reynolds (1 épisode)
- 1996 : Brigade volante : Andrew Ryan (2 épisodes)
- 1996 : In Suspicious Circumstances : Sir William Cecil (1 épisode)
- 1998 : Heartbeat : David Fuller (1 épisode)
- 1998 : The Echo : Nigel DeVriess
- 1999 : Wing and a Prayer : William Pory (1 épisode)
- 2000 : Jason et les Argonautes : le prêtre
- 2001 : Tantalus: Behind the Mask : Agamemnon, Priam et Ménélaos
- 2004 : À découvert : David Houghton
- 2006 : Miss Marple : La Dernière Énigme : Ferdinand
- 2006 : Les Dix Commandements : Jekuthiel
- 2006 : Ancient Rome: The Rise and Fall of an Empire : Aenilianus (1 épisode)
- 2007 : Meurtres en sommeil : Chris Lennon (2 épisodes)
- 2007 : Trial and Retribution : Paul Mandray (1 épisode)
- 2011 : Inspecteur Barnaby : Révérend Norman Grigor (1 épisode)
- 2013 : La Bible : Ponce Pilate
- 2013 : Liz Taylor et Richard Burton : Les Amants terribles (Burton and Taylor) : Zev Bufman